# Jan Fridrich
Jan Fridrich (25. března 1938 Rakovník – 20. listopadu 2007 Borová) byl český archeolog, zaměřující se na starší dobu kamennou – paleolit. Někdy bývá označován za zakladatele moderní české paleolitické školy.[zdroj⁠?!] V letech 1956 až 1961 vystudoval archeologii společně s historií na FF UK, v semináři prof. Filipa. Pracoval jako archeolog v AÚ AV v Praze, kde působil de facto do své smrti. Od roku 1988 přednášel paleolit na FF UK. Společně se svojí žačkou, Ivanou Fridrichovou-Sýkorovou působil od roku 2000 také na FHS UK, v přednáškovém cyklu Homo faber. Podílel se na naprosto klíčových výzkumech českých (ale i zahraničních) lokalit světového významu – např. Bečov I a IV, Beroun – dálnice, Přezletice u Prahy a mnoho dalších.